# WEC 47
O WEC 47: Bowles vs. Cruz foi um evento de MMA promovido pelo World Extreme Cagefighting ocorrido no Nationwide Arena em Columbus, Ohio. 

## Backgrond
Esse foi o único evento do WEC a acontecer em Ohio, anteriormente o UFC já realizou três cards em Columbus.
Diego Nunes foi obrigado a se retirar de sua luta contra Leonard Garcia devido a uma lesão e foi substituído por George Roop.
Bryan Caraway foi obrigado a se retirar de sua luta contra Fredson Paixão devido a uma lesão no joelho e foi substituído por Courtney Buck, a luta foi remarcada para o WEC 50.
O evento reve como comentaristas os lutadores Stephan Bonnar e Frank Mir ambos do UFC. Também foi o último evento do apresentador de ringue Joe Martinez, Martinez apresentou o WEC 52 quando seu substituto Bruce Buffer estava apresentando o UFC 122 na Alemnaha.

## Card do Evento

### Card Preliminar
- Luta de Peso Leve:  Ricardo Lamas vs.  Bendy Casimir

Lamas venceu por Nocaute (joelhada) aos 3:43 do primeiro round.
- Luta dePeso Pena:  Fredson Paixão vs.  Courtney Buck

Paixão venceu por Finalização (mata leão) aos 2:39 do primeiro round.
- Luta de Peso Pena:  Leonard Garcia vs.  George Roop

Garcia e Roop obtiveram um empate dividido (29–27, 27–29 e 28–28). Foi retirado um ponto de Roop devido a um chute aplicado na virilha de Garcia.
- Luta de Peso Leve:  Danny Castillo vs.  Anthony Pettis

Pettis venceu por Nocaute (chute na cabeça e socos) aos 2:17 do primeiro round. Essa luta foi ao ar na transmissão.
- Luta de Peso Pena:  Chad Mendes vs.  Erik Koch

Mendes venceu por Decisão Unânime (30–27, 30–27 e 30–27).
- Luta de Peso Galo:  Scott Jorgensen vs.  Chad George

Jorgensen venceu por Finalização (guilhotina) aos 0:31 do primeiro round. Essa luta foi ao ar na transmissão.

### Card Principal
- Luta de Peso Leve:  Bart Palaszewski vs.  Karen Darabedyan

Palaszewski venceu por Finalização (chave de braço) aos 4:40 do primeiro round.
- Luta de Peso Pena:  Deividas Taurosevičius vs.  LC Davis

Davis venceu por Decisão Majoritária (29–28, 29–28 e 29–29).
- Luta de Peso Pena:  Jens Pulver vs.  Javier Vazquez

Vazquez venceu por Finalização (chave de braço) aos 3:41 do primeiro round.
- Luta de Peso Galo:  Miguel Torres vs.  Joseph Benavidez

Benavidez venceu por Finalização (guilhotina) aos 2:57 do segundo round.
- Luta pelo Cinturão Peso Galo:  Brian Bowles (c) vs.  Dominick Cruz

Cruz venceu por Nocaute Técnico (lesão) aos 5:00 do segundo round e se tornou o novo Campeão Peso Galo do WEC.

## Bônus da Noite
- Luta da Noite (Fight of the Night):  Leonard Garcia vs.  George Roop
- Nocaute da Noite (Knockout of the Night):  Anthony Pettis
- Finalização da Noite (Submission of the Night):  Joseph Benavidez